# Johnson-szigeti konföderációs börtön és temető
A Johnson-szigeti konföderációs börtön és temető (Confederate Stockade Cemetery Johnsons Island) az Amerikai Egyesült Államok Ohio tagállamában, az Erie-tó Sandusky-öblében található. Az amerikai polgárháború alatt létrehozott sírkertben 267 déli katona nyugszik.

## A börtön
1861-ben William Hoffman alezredes választotta ki a Johnson-szigetet az új börtön helyszínének, mivel könnyen őrizhetőnek találta és közel volt a vasút. A sziget tulajdonosa Leonard Johnson volt. Az amerikai kormány kibérelte a sziget felét évi 500 dollárért. Johnson hozzájárult ahhoz is, hogy a sziget teljes egésze kormányzati ellenőrzés alá kerüljön. Az építkezés 1861 őszén kezdődött a sziget délkeleti részén, csaknem 68 ezer négyzetméteren. 1862. áprilisban érkeztek az első déli hadifoglyok, tisztek és közkatonák. Később, tekintettel a sziget jó őrizhetőségére és a frontvonalaktól való nagy távolságára, a kormány elrendelte, hogy csak tiszteket tartsanak fogva ott.

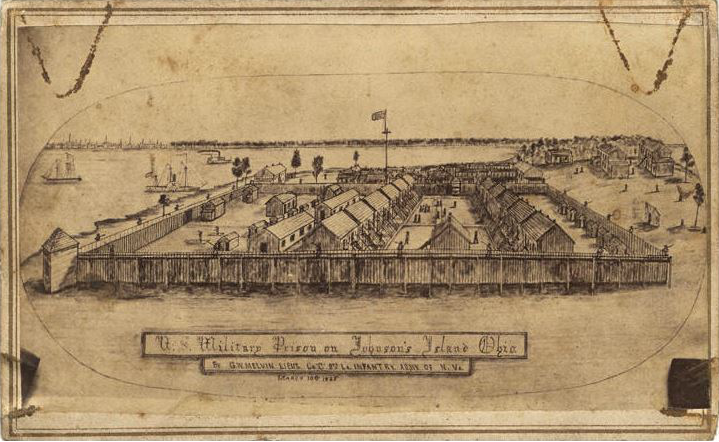
A cölöpkerítéssel körbe vett börtöntábor

A polgárháború első éveiben a szemben álló felek gyakran cseréltek hadifoglyokat, így a létszám korlátozott maradt. A börtönt legfeljebb ezer rab fogva tartására tervezték. 1863-ban, a fogolycserék beszüntetése után, a létszám megugrott. A csúcsot 1865 januárban érte el, amikor 3256 rab volt a létesítményben. A börtön működésének negyven hónapja alatt több mint kétszáz fogva tartott halt meg a szigeten, általában betegségben, fertőzésben. Habár a viszonyok jobbak voltak, mint a közkatonáknak fenntartott táborokban, a túlzsúfoltság, a higiéniai hiánya, a nem megfelelő szállás és élelmezés számos áldozatot szedett.
1864 szeptemberben a Kanadában tevékenykedő konföderációs ügynökök elfoglaltak két utasszállító gőzöst az Erie-tavon, és azt tervezték, hogy birtokba veszik a USS Michigan hadihajót, és kiszabadítják a Johnson-szigeti rabokat. Végül elálltak az akciótól, de a szövetséges parancsnokok, további támadásoktól tartva, megerősítették a terület védelmi rendszerét. 1865 áprilisában, a déli államok veresége után jelentősen csökkenni kezdett a hadifoglyok száma.  Május és szeptember között a még a börtönben lévő déli tiszteket más létesítményekbe helyezték át. 1865 novemberben az északi hadsereg elhagyta a szigetet, és az visszakerült Leonard Johnson ellenőrzése alá.

## A temető

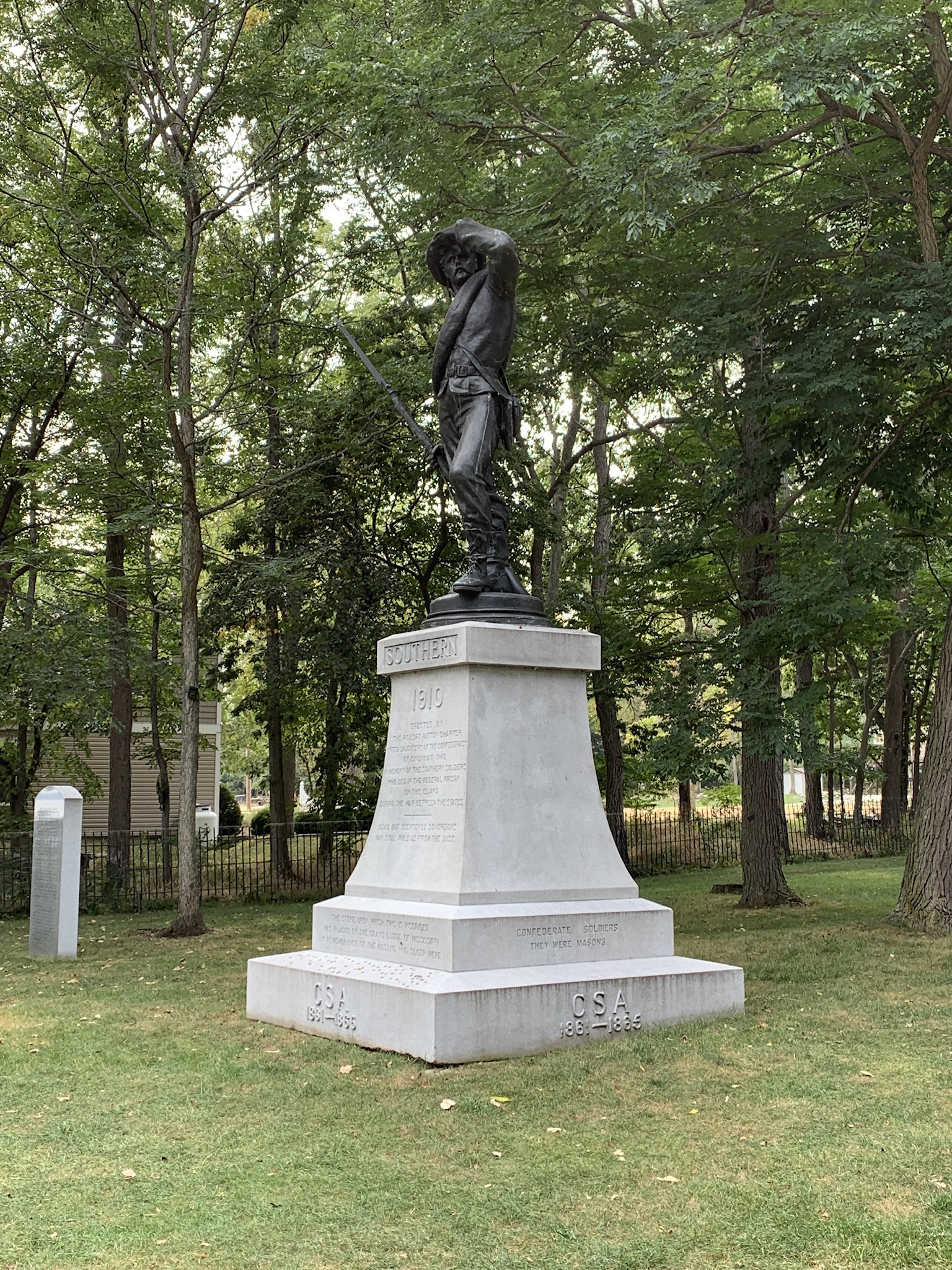
A déli katona szobra

Johnson folytatta a mezőgazdasági tevékenységet, és kőbányát is nyitott. 1878-ban a kongresszus megpróbálta megvenni a konföderációs temetőt Johnsontól, de ő elutasította az ajánlatot. 1890-ben Georgiában pénzt gyűjtöttek össze, hogy vaskerítést állítsanak a temető köré és márvány síremlékeket készíttessenek minden egyes sírra. A Sandusky-öbölhöz legközelebb eső részen alakították ki a bejáratot. 1904-ben a Konföderáció Egyesült Leányai (United Daughters of the Confederacy) nevű szervezet megvásárolta a temető területét, majd 1931-ben az amerikai kormánynak adományozta.
1862 és 1865 között több mint tízezer déli katona raboskodott a táborban. Azokat, akik ott hunytak el, a sziget északkeleti részén kialakított temetőben hantolták el. Ma csak a sírkert emlékeztet a sziget polgárháborús múltjára. A keskeny téglalap alakú temető rövidebb oldala 33 méter, hosszabbik oldala 148 méter hosszú, számos emlékmű található benne. A legrégebbi a konföderációs katona bronzszobra, amely gránittalapzaton áll.
A szobrot Moses Jacob Ezekiel készítette, és a Konföderáció Egyesült Leányai állították fel 1910. júniusban. Ezekiel alkotása az Arlingtoni Nemzeti Temetőben álló Konföderációs emlékmű is. A szervezet 1925-ben két újabb emlékművet állított: a Mack-Hauck-emlékmű az egyesület két tagjának állít emléket, aki sokat tett a sírkert megőrzéséért, a Mary Patton Hudson-emlékmű pedig az előtt a nő előtt tiszteleg, aki a temető megvásárlásához vezető gyűjtést és tárgyalásokat vezette. 2003-ban a szervezet gránittáblákat állított a déli hadifoglyok emlékére. A temetőben ugyan csak 206 sír van, de a talajradaros vizsgálatok szerint 267 ember nyugszik a földben.